# Katona Miklós
Sáros-magyar-berkeszi Katona Miklós (Sárosnagyberkesz, 1813. október 22. – Nagykároly, 1886. augusztus 14.) 1848-49-es honvéd alezredes, országgyűlési követ, újságíró.

## Élete
1813. október 22-én született Szatmár vármegyében, a kővárvidéki Sárosnagyberkeszen, nemesi családban. Apja, az 1767-ben született Katona Zsigmond, 1809-ben Kővár főkapitánya volt. Felesége gróf Toldalaghy Polexina (Póli) volt, három fiuk született: Zsigmond, Sándor és Gábor.
15 éves korában katona lett a székely lovas határőrezredben, de egy baleset következtében a lovas szolgálatra alkalmatlanná vált, így 19 éves korában a 49. német ezrednél lett első alhadnagy. Mainzban két évig a mérnöki karhoz volt beosztva az irodába, mint dandársegéd. 1835-ben a Coburg huszárezredbe lépett át, mely Sziléziában és Galíciában állomásozott. Az 1839-40. országgyűlés felrázta a tiszteket is, és "miután eltiltattak" a civil-társaságtól és a magyar hírlapok és röpiratok megszerzésétől, Katona Miklós 1840-ben kilépett az osztrák hadseregből; Kővárvidék tiszteletbeli jegyzője lett; a vidék levéltáraiban búvárkodott. Az 1842. országgyűlésen e vidéket képviselte; majd mikor Vég Farkast, Belső-Szolnok megye képviselőjét, a konzervatívak lemondásra kényszerítették, ennek javára lemondott az országgyűlési követségről.[forrás?] Ettől fogva mint szolgabíró működött. 1847-ben a Részek visszacsatolása tárgyában báró Wesselényi Miklós jobb keze volt; a petícióval Pozsonyba ment, és azt Kossuthnak átadta. Jellasics beütése után Pesten jelentkezett és Kossuthot Ceglédre kísérte; az ottani nemzetőröket rendezte és a solti járásba kísérte, majd a 15. honvéd-zászlóaljhoz nevezték ki parancsnoknak.
Mikor az oláhok a bányavárosokat fenyegették, Kővárvidékre küldték, ahol ágyúkat öntetett. Erdélyben a nemzeti fölkelés szervezésében tevékeny részt vett, melynek később mint nemzetőr őrnagy élére is állt.
1848. november 25-én, mikor az osztrákok Kolozsvárt megszállták, Désnél táborozott újoncokból álló hadseregével, itt várta be a Karl Urban vezette román hadakkal egyesült császári csapatok támadását, de tervük kudarcot vallott, a császáriak megfutamították őket, ezért kénytelenek voltak visszavonulni. Útközben, november 26–27-e között a Nagysomkúton levő kővárvidéki levéltárat is menteni próbálta, saját cserepes kőházába, Sáros-Magyar-Berkeszre szállította át. Az őt Remetéig üldöző Urban csapataival Katona lakóházát is felgyújtatta, a levéltár benne hamuvá égett. Katona Miklós csapataival Szatmárnémetibe vonult vissza.
A magyar kormány később e miatt hadi törvényszék előtt vizsgálatot is indított ellene, mely a hazaárulás vádja alól fölmentette, tovább szolgált Bem hadseregében. A szabadságharc bukása után, 1849. augusztus 22-én ő is külföldre emigrált. 1850. február 20-án Törökországba, Kiutahia felé vette útját. 1851-ben Mészáros Lázárral Franciaországban, Jerseyben tartózkodott, majd 1853-ban ugyancsak Mészáros Lázár altábornaggyal Amerikába ment, ahol egy farmon zöldségtermeléssel kereste kenyerét. Később 1854-ben visszatért Párizsba, ahol mint ügyvéd működött, majd 1858-tól Genfben élt, 1865-ben tért vissza hazájába. Szatmár megye központi gyámjává választották, és Nagykárolyban telepedett le. 1879-ben a Pesti Hírlap megjelentette párizsi leveleit is. Külföldön szerzett ipari ismereteit kamatoztatva, az ecsedi-lápnál meghonosította a gyékénykosarak fonását, folytonosan 50-60 munkást dolgoztatott, ezen árucikknek Franciaországban piacot is szerzett. Itt halt meg 1886. augusztus 14-én, életének 73. évében.